# Clavulina floridana
Clavulina floridana är en svampart som först beskrevs av Rolf Singer, och fick sitt nu gällande namn av Corner 1950. Clavulina floridana ingår i släktet Clavulina och familjen Clavulinaceae.   Inga underarter finns listade i Catalogue of Life.